# 康星火
康星火（1927年—2007年3月12日），男，河南修武人，中华人民共和国军事人物，曾任武汉军区空军政治委员，第六届全国人大代表。